# Valsul hazardului
Valsul hazardului (în franceză La Valse du hasard) este o piesă de teatru a autorului francez Victor Haïm.
A fost scrisă în 1986, fiind distinsă în același an cu premiul Jacques Audiberti.
Piesa este o tragicomedie cu accente suprarealiste, o înfruntare dintre o tânără fată (ce are un accident fulgerător, ajungând la răscrucea dintre lumi) și un înger atipic, ce o supune unui joc aparent nevinovat, dar în urma căruia este decisă destinația sufletului ei. Temele atinse în piesă sunt serioase și profunde, dar dialogul dintre cei doi este scris în notă comică.
Jocul destinului va lua întorsături neașteptate, mai ales când vor apare sentimente între cele două personaje, totul ducând spre un final neașteptat.
Piesa a fost pusă în scenă pentru prima dată la teatrul „La Bruyère”, din Paris, cu Andréa Féréol în rolul fetei și Fabrice Luchini în cel al îngerului.
Valsul hazardului este jucată în prezent pe mai multe scene din Franța, Elveția, Belgia și România.